# SpOLečně
SpOLečně je olomoucké politické hnutí založené v roce 2018. Jeho iniciátory a zakladateli jsou Robert Runták a Dominik Králík. Hnutí kandidovalo v komunálních volbách v říjnu 2018, ve volbách získalo 3 mandáty a stalo se součástí vládnoucí koalice. Hnutí kandidovalo také v komunálních volbách v září 2022, získalo 4 mandáty a opět se stalo součástí vládnoucí koalice.
Program hnutí se zaměřuje především na rozvoj Olomouce se zapojením občanů do rozhodování o jeho chodu a transparentní rozhodování. Mimo jiné se chce zasadit o revizi parkovacích míst, participativní principy a zrušení poplatku za svoz odpadu.